# Massacres de Komsilga, Nodin et Soroe
Les massacres de Komsilga, Nodin et Soroe sont commis le 25 février 2024, pendant l'insurrection djihadiste au Burkina Faso.

## Déroulement
Les massacres ont lieu en une seule journée, le 25 février 2024, dans les villages de Komsilga, Nodin et Soroe, situés dans le département de Thiou, la province de Yatenga et la région Nord,.
Ils sont commis alors que la région est le théâtre d'affrontements entre l'armée burkinabée et les djihadistes. Les violences débutent le 25 février, à 7 heures du matin, par une attaque des djihadistes contre des miliciens des VDP en périphérie de la ville d'Ouahigouya. Dix miliciens sont tués. À dix heures, l'armée lance une contre-attaque.
Le camp responsable des exactions à Komsilga, Nodin et Soroe n'est pas immédiatement identifié. Le 3 mars, RFI rapporte que les civils tués seraient « les victimes collatérales d'attaques et de contre-attaques entre terroristes et forces régulières », mais il est « impossible de dire avec certitude si les auteurs de ce massacre sont les terroristes ou les forces régulières qui auraient agi par représailles ».
Cependant, dans un rapport publié le 25 avril 2024, l'ONG Human Rights Watch accuse les Forces armées du Burkina Faso d'être les auteurs du massacre. Selon les témoignages recueillis, un convoi de plus de 100 militaires arrive en début de matinée à Nodin. Les soldats regroupent les villageois à l'extérieur de la localité et ouvrent le feu. Ils effectuent ensuite la même opération dans le village voisin de Soroe. Selon Human Rights Watch, ces exactions « pourraient constituer des crimes contre l'humanité ».

## Bilan humain
Le 3 mars, la presse avec l'AFP communique le chiffre de 170 personnes exécutées en un seul jour dans les villages de Komsilga, Nodin et Soroe. Le 4 mars, le procureur de la ville d'Ouahigouya, Aly Benjamin Coulibaly, annonce que rien ne permet de confirmer le chiffre de 170 personnes exécutées ou tuées,. Aucune information n'est donnée quant aux auteurs de l'attaque,
L'AFP indique pour sa part que selon des rescapés des dizaines de femmes et d'enfants en bas âge figurent parmi les victimes.
Dans son rapport du 25 avril 2024, Human Rights Watch dénombre 223 morts, dont une cinquantaine d'enfants.

## Vidéographie
- [vidéo] Burkina Faso : HRW documente le massacre de 223 civils par l’armée dans le nord du pays, France 24, 25 avril 2024.